# Lijst van voetbalinterlands Frankrijk - Spanje
Deze lijst van voetbalinterlands is een overzicht van alle officiële voetbalwedstrijden tussen de nationale teams van Frankrijk en Spanje. De buurlanden speelden tot op heden 38 keer tegen elkaar. De eerste ontmoeting, een vriendschappelijke wedstrijd, werd gespeeld  in Bordeaux op 30 april 1922. Het laatste duel, een halve finale van  de UEFA Nations League 2024/25, vond plaats op 5 juni 2025 in Stuttgart (Duitsland).

## Wedstrijden
| №  | Plaats        | Datum            | Competitie                  | Wedstrijd          | Uitslag |
| -- | ------------- | ---------------- | --------------------------- | ------------------ | ------- |
| 1  | Bordeaux      | 30 april 1922    | Vriendschappelijk           | Frankrijk − Spanje | 0 − 4   |
| 2  | San Sebastian | 28 januari 1923  | Vriendschappelijk           | Spanje − Frankrijk | 3 − 0   |
| 3  | Colombes      | 22 mei 1927      | Vriendschappelijk           | Frankrijk − Spanje | 1 − 4   |
| 4  | Saragossa     | 14 april 1929    | Vriendschappelijk           | Spanje − Frankrijk | 8 − 1   |
| 5  | Colombes      | 23 april 1933    | Vriendschappelijk           | Frankrijk − Spanje | 1 − 0   |
| 6  | Madrid        | 24 januari 1935  | Vriendschappelijk           | Spanje − Frankrijk | 2 − 0   |
| 7  | Sevilla       | 15 maart 1942    | Vriendschappelijk           | Spanje − Frankrijk | 4 − 0   |
| 8  | Colombes      | 19 juni 1949     | Vriendschappelijk           | Frankrijk − Spanje | 1 − 5   |
| 9  | Madrid        | 17 maart 1955    | Vriendschappelijk           | Spanje − Frankrijk | 1 − 2   |
| 10 | Parijs        | 13 maart 1958    | Vriendschappelijk           | Frankrijk − Spanje | 2 − 2   |
| 11 | Parijs        | 17 december 1959 | Vriendschappelijk           | Frankrijk − Spanje | 4 − 3   |
| 12 | Madrid        | 2 april 1961     | Vriendschappelijk           | Spanje − Frankrijk | 2 − 0   |
| 13 | Colombes      | 10 december 1961 | Vriendschappelijk           | Frankrijk − Spanje | 1 − 1   |
| 14 | Barcelona     | 9 januari 1963   | Vriendschappelijk           | Spanje − Frankrijk | 0 − 0   |
| 15 | Lyon          | 17 oktober 1968  | Vriendschappelijk           | Frankrijk − Spanje | 1 − 3   |
| 16 | Valencia      | 17 maart 1971    | Vriendschappelijk           | Spanje − Frankrijk | 2 − 2   |
| 17 | Parijs        | 8 november 1978  | Vriendschappelijk           | Frankrijk − Spanje | 1 − 0   |
| 18 | Madrid        | 18 februari 1981 | Vriendschappelijk           | Spanje – Frankrijk | 1 − 0   |
| 19 | Parijs        | 5 oktober 1983   | Vriendschappelijk           | Frankrijk − Spanje | 1 − 1   |
| 20 | Parijs        | 27 juni 1984     | EK 1984                     | Frankrijk − Spanje | 2 − 0   |
| 21 | Bordeaux      | 23 maart 1988    | Vriendschappelijk           | Frankrijk − Spanje | 2 − 1   |
| 22 | Parijs        | 20 februari 1991 | EK 1992 kwalificatie        | Frankrijk − Spanje | 3 − 1   |
| 23 | Sevilla       | 12 oktober 1991  | EK 1992 kwalificatie        | Spanje − Frankrijk | 1 − 2   |
| 24 | Leeds         | 15 juni 1996     | EK 1996                     | Frankrijk − Spanje | 1 − 1   |
| 25 | Saint-Denis   | 28 januari 1998  | Vriendschappelijk           | Frankrijk − Spanje | 1 − 0   |
| 26 | Brugge        | 25 juni 2000     | EK 2000                     | Spanje − Frankrijk | 1 − 2   |
| 27 | Valencia      | 28 maart 2001    | Vriendschappelijk           | Spanje − Frankrijk | 2 − 1   |
| 28 | Hannover      | 27 juni 2006     | WK 2006                     | Spanje − Frankrijk | 1 − 3   |
| 29 | Malaga        | 6 februari 2008  | Vriendschappelijk           | Spanje − Frankrijk | 1 − 0   |
| 30 | Saint-Denis   | 27 juni 2008     | Vriendschappelijk           | Frankrijk − Spanje | 0 − 2   |
| 31 | Donetsk       | 23 juni 2012     | EK 2012                     | Spanje − Frankrijk | 2 − 0   |
| 32 | Madrid        | 16 oktober 2012  | WK 2014 kwalificatie        | Spanje − Frankrijk | 1 − 1   |
| 33 | Saint-Denis   | 26 maart 2013    | WK 2014 kwalificatie        | Frankrijk − Spanje | 0 − 1   |
| 34 | Saint-Denis   | 4 september 2014 | Vriendschappelijk           | Frankrijk − Spanje | 1 − 0   |
| 35 | Saint-Denis   | 28 maart 2017    | Vriendschappelijk           | Frankrijk − Spanje | 0 − 2   |
| 36 | Milaan        | 10 oktober 2021  | UEFA Nations League 2020/21 | Spanje − Frankrijk | 1 − 2   |
| 37 | München       | 9 juli 2024      | EK 2024                     | Spanje − Frankrijk | 2 − 1   |
| 38 | Stuttgart     | 5 juni 2025      | UEFA Nations League 2024/25 | Spanje – Frankrijk | 5 − 4   |

## Samenvatting
| Competitie          | Totaal gespeeld | Winst Frankrijk | Gelijk | Winst Spanje | Doelsaldo Frankrijk – Spanje |
| ------------------- | --------------- | --------------- | ------ | ------------ | ---------------------------- |
| WK-eindronde        | 1               | 1               | 0      | 0            | 3 − 1                        |
| WK-kwalificatie     | 2               | 0               | 1      | 1            | 1 − 2                        |
| EK-eindronde        | 5               | 2               | 1      | 2            | 6 − 6                        |
| EK-kwalificatie     | 2               | 2               | 0      | 0            | 5 − 2                        |
| UEFA Nations League | 2               | 1               | 0      | 1            | 6 − 6                        |
| Vriendschappelijk   | 26              | 7               | 5      | 14           | 23 − 54                      |
| Totaal              | 38              | 13              | 7      | 18           | 44 − 71                      |

## Details

### 28ste ontmoeting
| WK 2006 (Hannover, Duitsland, 27 juni 2006): |                | |
| Spanje | 1 – 3          | Frankrijk |
| David Villa 28' (pen.) | goals (assist) | 41' Franck Ribéry 83' Patrick Vieira 90+2' Zinédine Zidane |
| Luis Aragonés | bondscoach     | Raymond Domenech |
| Iker Casillas Mariano Pernía Carles Puyol Raúl González 54' Xavi 72' Fernando Torres Xabi Alonso Sergio Ramos Cesc Fabregas David Villa 54' Pablo Ibáñez | opstellingen   | Fabien Barthez Éric Abidal Patrick Vieira William Gallas Claude Makélélé 74' Florent Malouda Zinédine Zidane 88' Thierry Henry Lilian Thuram Willy Sagnol Franck Ribéry |
| Luis García 54' Joaquín 54' Marcos Senna 72' | wissels        | 74' Sidney Govou 88' Sylvain Wiltord |
| Carles Puyol 82' | gele kaarten   | 68' Patrick Vieira 87' Franck Ribéry 90+1' Zinédine Zidane |

### 31ste ontmoeting
| EK 2012 (Donetsk, Oekraïne, 23 juni 2012): |              | |
| Spanje | 2 – 0        | Frankrijk |
| Xabi Alonso 19' Xabi Alonso 90+1' (pen.) | goals        | |
| Vicente del Bosque | bondscoach   | Laurent Blanc |
| Iker Casillas Jordi Alba Sergio Ramos Gerard Piqué Álvaro Arbeloa Sergio Busquets Xabi Alonso Xavi Andrés Iniesta 84' Cesc Fábregas 67' David Silva 65' | opstellingen | Hugo Lloris Gaël Clichy Adil Rami Laurent Koscielny Anthony Réveillère 79' Yann M'Vila 65' Florent Malouda Yohan Cabaye Franck Ribéry Karim Benzema 64' Mathieu Debuchy |
| Pedro Rodríguez 65' Fernando Torres 67' Santi Cazorla 84'                                                                                               | wissels      | 64' Jérémy Ménez 65' Samir Nasri 79' Olivier Giroud |
| Sergio Ramos 31' | gele kaarten | 42' Yohan Cabaye 76' Jérémy Ménez |

FFF · A-internationals · Selecties · Bondscoaches · Frans vrouwenelftal · Olympisch elftal · Frankrijk U21 · Frankrijk U20 · Frankrijk U19 · Frankrijk U18 · Frankrijk U17 · Frankrijk U16 · Vrouwen U17
1904 – 1919 ·
1920 – 1929 ·
1930 – 1939 ·
1940 – 1949 ·
1950 – 1959 ·
1960 – 1969 ·
1970 – 1979 ·
1980 – 1989 ·
1990 – 1999 ·
2000 – 2009 ·
2010 – 2019 ·
2020 – 2029
EK's: 1984 · 
1992 · 
1996 · 
2000 · 
2004 · 
2008 · 
2012 · 
2016 · 
2020 · 
2024
WK's: 1930 · 
1934 · 
1938 · 
1954 · 
1958 · 
1966 · 
1978 · 
1982 · 
1986 · 
1998 · 
2002 · 
2006 · 
2010 · 
2014 · 
2018 · 
2022
OS: 1900 · 
1908 · 
1920 · 
1924 · 
1948 · 
1952 · 
1960 · 
1968 · 
1976 · 
1984 · 
1996 · 
2020
1904 · 
1905 · 
1906 · 
1907 · 
1908 · 
1909 · 
1910 · 
1911 · 
1912 · 
1913 · 
1914 · 
1915 · 1916 · 1917 · 1918 · 
1919 · 
1920 · 
1921 · 
1922 · 
1923 · 
1924 · 
1925 · 
1926 · 
1927 · 
1928 · 
1929 · 
1930 · 
1931 · 
1932 · 
1933 · 
1934 · 
1935 · 
1936 · 
1937 · 
1938 · 
1939 · 
1940 · 1941  · 
1942 · 
1943 · 1944  · 
1945 · 
1946 · 
1947 · 
1948 · 
1949 · 
1950 · 
1951 · 
1952 · 
1953 · 
1954 · 
1955 · 
1956 · 
1957 · 
1958 · 
1959 ·
1960 · 
1961 · 
1962 · 
1963 · 
1964 · 
1965 · 
1966 · 
1967 · 
1968 · 
1969 ·
1970 · 
1971 · 
1972 · 
1973 · 
1974 · 
1975 · 
1976 · 
1977 · 
1978 · 
1979 ·
1980 · 
1981 · 
1982 · 
1983 · 
1984 · 
1985 · 
1986 · 
1987 · 
1988 · 
1989 · 
1990 · 
1991 · 
1992 · 
1993 · 
1994 · 
1995 · 
1996 · 
1997 · 
1998 · 
1999 · 
2000 · 
2001 · 
2002 · 
2003 · 
2004 · 
2005 · 
2006 · 
2007 · 
2008 · 
2009 · 
2010 · 
2011 · 
2012 · 
2013 · 
2014 · 
2015 · 
2016 · 
2017 · 
2018 ·
2019 ·
2020 ·
2021 ·
2022 ·
2023
Albanië ·
Algerije ·
Andorra ·
Argentinië ·
Armenië ·
Australië ·
Azerbeidzjan ·
België ·
Bolivia ·
Bosnië en Herzegovina ·
Brazilië ·
Bulgarije ·
Canada ·
Chili ·
China ·
Colombia ·
Costa Rica ·
Cyprus ·
Denemarken ·
Duitse Democratische Republiek ·
Duitsland ·
Ecuador ·
Egypte ·
Engeland ·
Estland ·
Faeröer ·
Finland ·
Georgië ·
Gibraltar ·
Griekenland ·
Honduras ·
Hongarije ·
Ierland ·
IJsland ·
Iran ·
Israël ·
Italië ·
Ivoorkust ·
Jamaica ·
Japan ·
Joegoslavië ·
Kameroen ·
Kazachstan ·
Koeweit ·
Kroatië ·
Letland ·
Litouwen ·
Luxemburg ·
Malta ·
Marokko ·
Mexico ·
Moldavië ·
Nederland ·
Nieuw-Zeeland ·
Nigeria ·
Noord-Ierland ·
Noorwegen ·
Oekraïne ·
Oostenrijk ·
Paraguay ·
Peru · 
Polen ·
Portugal ·
Roemenië ·
Rusland ·
Saoedi-Arabië ·
Schotland ·
Senegal ·
Servië ·
Slovenië ·
Slowakije ·
Sovjet-Unie ·
Spanje ·
Togo ·
Tsjechië ·
Tsjecho-Slowakije ·
Tunesië ·
Turkije ·
Uruguay ·
Verenigde Staten ·
Wales ·
Wit-Rusland ·
Zuid-Afrika ·
Zuid-Korea ·
Zweden ·
Zwitserland
Albanië (2016) ·
Argentinië (2018) ·
Argentinië (2022) ·
Australië (2018) · 
België (1904) · 
België (2018) · 
Brazilië (1998) · 
Brazilië (2006) · 
Denemarken (2002) · 
Denemarken (2018) ·
Duitsland (2014) · 
Duitsland (2021) · 
Ecuador (2014) · 
Engeland (1982) · 
Engeland (2012) · 
Engeland (2022) ·
Honduras (2014) · 
Hongarije (2021) · 
Italië (2000) · 
Italië (2006) · 
Italië (2008) · 
Japan (2001) · 
Kameroen (2003) · 
Koeweit (1982) · 
Kroatië (2018) · 
Marokko (2022) ·
Mexico (2010) · 
Nederland (2008) · 
Nigeria (2014) ·
Noord-Ierland (1982) · 
Oekraïne (2012) · 
Oostenrijk (1982) · 
Peru (2018) · 
Polen (1982) · 
Polen (2022) ·
Portugal (2006) · 
Portugal (2016) ·
Portugal (2021) ·
Roemenië (2008) ·
Roemenië (2016) ·
Senegal (2002) · 
Spanje (1984) ·
Spanje (2006) ·
Spanje (2012) ·
Spanje (2021) ·
Togo (2006) ·
Tsjecho-Slowakije (1982) ·
Uruguay (2002) ·
Uruguay (2010) ·
Uruguay (2018) ·
Zuid-Afrika (2010) ·
Zuid-Korea (2006) ·
Zweden (2012) ·
Zwitserland (2006) ·
Zwitserland (2014) ·
Zwitserland (2016) ·
Zwitserland (2021)
RFEF · A-internationals · Selecties · Bondscoaches · Spaans vrouwenelftal · Olympisch elftal · Spanje U21 · Spanje U20 · Spanje U19 · Spanje U18 · Spanje U17 · Spanje U16 · Vrouwen U17
1920 – 1929 ·
1930 – 1939 ·
1940 – 1949 ·
1950 – 1959 ·
1960 – 1969 ·
1970 – 1979 ·
1980 – 1989 ·
1990 – 1999 ·
2000 – 2009 ·
2010 – 2019 ·
2020 − 2029
EK's: 1964 · 
1980 · 
1984 · 
1988 · 
1996 · 
2000 · 
2004 · 
2008 · 
2012 · 
2016 · 
2020 · 
2024
WK's: 1934 · 
1950 · 
1962 · 
1966 · 
1978 · 
1982 · 
1986 · 
1990 · 
1994 · 
1998 · 
2002 · 
2006 · 
2010 · 
2014 · 
2018 · 
2022
OS: 1920 ·
1924 · 
1928 · 
1968 · 
1976 · 
1980 · 
1992 · 
1996 · 
2000 · 
2012 ·
2020
1920 · 
1921 · 
1922 · 
1923 · 
1924 · 
1925 · 
1926 · 
1927 · 
1928 · 
1929 · 
1930 · 
1931 · 
1932 · 
1933 · 
1934 · 
1935 · 
1936 · 
1937 · 1939 · 1940 · 
1941 · 
1942 · 
1943 · 1944 · 
1945 · 
1946 · 
1947 · 
1948 · 
1949 · 
1950 · 
1952 · 
1952 · 
1953 · 
1954 · 
1955 · 
1956 · 
1957 · 
1958 · 
1959 · 
1960 · 
1961 · 
1962 · 
1963 · 
1964 · 
1965 · 
1966 · 
1967 · 
1968 · 
1969 · 
1970 · 
1971 · 
1972 · 
1973 · 
1974 · 
1975 · 
1976 · 
1977 · 
1978 · 
1979 · 
1980 · 
1981 · 
1982 · 
1983 · 
1984 · 
1985 · 
1986 · 
1987 · 
1988 · 
1989 · 
1990 · 
1991 · 
1992 · 
1993 · 
1994 · 
1995 · 
1996 · 
1997 · 
1998 · 
1999 · 
2000 · 
2001 · 
2002 · 
2003 · 
2004 · 
2005 · 
2006 · 
2007 · 
2008 · 
2009 · 
2010 · 
2011 · 
2012 · 
2013 ·
2014 ·
2015 ·
2016 ·
2017 ·
2018 ·
2019 ·
2020 ·
2021 ·
2022
Albanië ·
Algerije ·
Andorra ·
Argentinië ·
Armenië ·
Australië ·
Azerbeidzjan ·
België ·
Bolivia ·
Bosnië en Herzegovina ·
Brazilië ·
Bulgarije ·
Canada ·
Chili ·
China ·
Colombia ·
Costa Rica ·
Cyprus ·
DDR ·
Denemarken ·
Duitsland ·
Ecuador ·
Egypte ·
El Salvador ·
Engeland ·
Estland ·
Equatoriaal-Guinea · 
Faeröer ·
Finland ·
Frankrijk ·
GOS ·
Georgië ·
Griekenland ·
Haïti ·
Honduras ·
Hongarije ·
Ierland ·
IJsland ·
Irak ·
Iran ·
Israël ·
Italië ·
Ivoorkust ·
Japan ·
Joegoslavië ·
Jordanië ·
Kosovo ·
Kroatië ·
Letland ·
Liechtenstein ·
Litouwen ·
Luxemburg ·
Malta ·
Marokko ·
Mexico ·
Nederland ·
Nieuw-Zeeland ·
Nigeria ·
Noord-Ierland ·
Noord-Macedonië ·
Noorwegen ·
Oekraïne ·
Oostenrijk ·
Panama ·
Paraguay ·
Peru ·
Polen ·
Portugal ·
Puerto Rico ·
Roemenië ·
Rusland ·
San Marino ·
Saoedi-Arabië ·
Schotland ·
Servië ·
Servië en Montenegro ·
Slovenië ·
Slowakije ·
Sovjet-Unie ·
Tahiti ·
Tsjechië ·
Tsjecho-Slowakije ·
Tunesië ·
Turkije ·
Uruguay ·
Venezuela ·
Verenigde Staten ·
Wales ·
Wit-Rusland ·
Zuid-Afrika ·
Zuid-Korea ·
Zweden ·
Zwitserland
Australië (2014) ·
Brazilië (2013) ·
Chili (2010) ·
Chili (2014) ·
Costa Rica (2022) ·
Duitsland (2008) ·
Duitsland (2022) ·
Engeland (1982) ·
Engeland (2024) ·
Frankrijk (1984) ·
Frankrijk (2006) ·
Frankrijk (2012) ·
Frankrijk (2021) ·
Griekenland (2008) ·
Honduras (2010) ·
Ierland (2012) ·
Iran (2018) ·
Italië (2008) ·
Italië (2012, 1) ·
Italië (2012, 2) ·
Italië (2016) ·
Italië (2021) ·
Japan (2022) ·
Kroatië (2012) ·
Kroatië (2021) ·
Marokko (2018) ·
Marokko (2022) ·
Nederland (2010) ·
Nederland (2014) ·
Oekraïne (2006) ·
Paraguay (2002) ·
Polen (2021) ·
Portugal (2012) ·
Portugal (2018) ·
Rusland (2008, 1) ·
Rusland (2008, 2) ·
Rusland (2018) ·
Saoedi-Arabië (2006) ·
Slovenië (2002) ·
Slowakije (2021) ·
Sovjet-Unie (1964) ·
Tsjechië (2016) ·
Tunesië (2006) ·
Turkije (2016) ·
West-Duitsland (1982) ·
Zuid-Afrika (2002) ·
Zweden (2008) ·
Zweden (2021) ·
Zwitserland (2010) ·
Zwitserland (2021)